# Energy Brands
Energy Brands aussi connu sous la marque Glacéau est une entreprise de boisson américaine fondée en 1996, basée à Whitestone dans le Queens à New York et filiale de la Coca-Cola Company depuis 2007. Elle est connue pour la commercialisation de la boisson à l’eau de source, vitaminée, Vitaminwater.

## Historique
J. Darius Bikoff, né en 1961, est le concepteur de cette eau enrichie en vitamines et  l’idée lui est venue un jour où fatigué, il prit de la vitamine C et de l’eau minérale pour se prémunir d’un rhume,. Il commença à imaginer un produit réunissant les deux éléments au lieu d’avoir à les prendre séparément,. Il fonde en 1996 la société Energy Brands et s’approvisionna en eau auprès d’un aquifère du Connecticut. Le premier produit est alors commercialisé sous le nom Glacéau Smartwater.
Malgré une expérience dans une usine de fabrication d'aluminium, les débuts de Bikoff dans l'industrie des boissons sont difficiles,. En parallèle sa vie privée n'est pas aisée en raison d'un divorce et tout cela l'amène à faire banqueroute. Pour relancer son activité, Bikoff réussit à introduire Glacéau Smartwater dans de petits commerces indépendants basés autour de New York et spécialisés dans les produits naturels. Il reproduit la même technique du "Petit commerce" et lance en 1998 Glacéau Fruitwater puis VitaminWater en 2000.
En 2001, les boissons de l'entreprise sont vendues dans 4 000 boutiques dans la zone métropolitaine de New York. Bikoff a réussi à ne pas faire remarquer son entreprise par les grands groupes de boissons avant que ses produits soient solidement établis et lui a permis de nouer des relations avec des distributeurs indépendants avant d'élargir à la distribution au pays. Le 26 mars 2001, LVMH investit dans Glacéau, au travers de L Capital, et s'est retiré en 2003.
Le 5 avril 2006, Energy Brands porte plainte contre PepsiCo aux Etats-Unis dans une cour de Manhattan en raison de l'aspect trop proche de l'emballage de sa marque SoBe "Life Water". La justice donnera par la suite raison à Energy Brands et PespiCo modifiera ses emballages,.
Le 23 août 2006, la société indienne Tata Group prend une participation de 30 % pour 677 millions d'USD dans la société au travers de sa filiale Tata Tea,,. Cette participation donne une valorisation de 2 milliards pour Energy Brands.
Le 25 mai 2007, la Coca-Cola Company achète la société pour 4,1 milliards d'USD,. Durant cet achat, Coca-Cola verse 1,2 milliard d'USD à Tata Group pour sa participation de 30 %,.
Selon les termes de l'acquisition, Energy Brands resta pourtant autonome notamment vis-à-vis de Coca-Cola Bikoff reste le principal décisionnaire dans le développement de ses marques. En 2008, Energy Brands s’installe au Royaume-Uni et en l’Australie, en 2009, en France et en Argentine en 2011. Elle prévoit alors des implantations au Canada et au Mexique.

## Les produits vitaminwater
Aux États-Unis, 15 variétés ont été commercialisées depuis la création de la marque. À ce jour, la gamme française est construite autour de 7 variétés sélectionnées parmi les 15 initiales.
À savoir :
- power-c (fruit du dragon) : vitamines B et C
- essential (orange-orange) : vitamines C et calcium
- ignite (agrumes) : vitamines B et guarana (cette variété est appelée « energy » aux États-Unis)
- multi-v (citron) : vitamines C et zinc (cette variété est appelée « squeezed » aux États-Unis)
- d-fence (pomme-framboise) : vitamines C et zinc (cette variété est appelée « defense » aux États-Unis)
- restore (fruit rouge) : vitamines B et potassium (cette variété est appelée « revive » aux États-Unis)
- xxx (3 baies: açai, myrtille, grenade) : vitamines B+C et antioxydants

Très bien installée aux États-Unis, la distribution des produits vitaminwater tend à se développer en France. En effet, entre avril 2009 et aujourd’hui[Quand ?], le réseau de distribution s’est étendu progressivement. Sont présents parmi les principaux distributeurs :
- Daily’monop
- Carrefour Market
- certaines boulangeries
- Cojean
- Lafayette gourmet
- certaines salles de sports
- les popup stores
- Carrefour, Leclerc, Auchan…

## Commercialisation

### La marque aux États-Unis
Aux États-Unis, Glacéau vitaminwater est une boisson connue. De nombreux ambassadeurs en ont fait la promotion, que ce soit dans les milieux :
- du sport (LeBron James, Kobe Bryant, etc.),
- des personnalités (Jennifer Aniston, Paris Hilton, etc.)
- ou encore de la musique (Jessie J, etc.)

Le rappeur 50 Cent est très impliqué dans la promotion de la marque, il  apparaît dans un grand nombre de publicités et d’évènements liés à la marque. vitaminwater s’est associé au lancement du dernier album de 50 Cent en créant l’application 50’s SoundLab permettant aux mélomanes et musiciens de remixer l’un des morceaux de la star.
En 2009, sur sa page Facebook comptant plus d’1 000 000 de fans, Glaceau vitaminwater a lancé l’application « flavor creator » offrant aux internautes la possibilité de créer le prochain goût vitaminwater.

### Installation de la marque en France

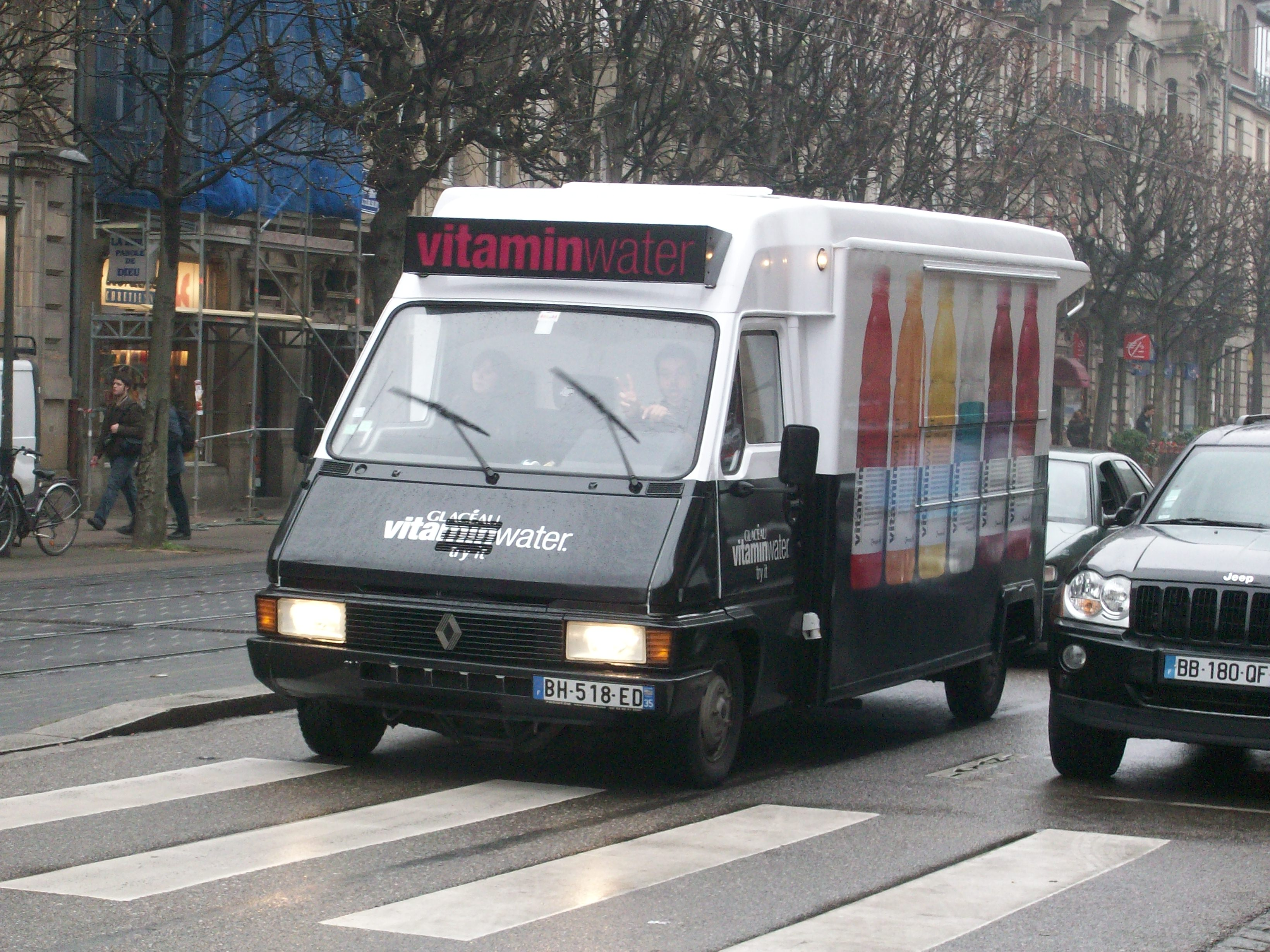
Camionnette de promotion de Vitaminwater à Strasbourg.

Pour accompagner le lancement de ses produits en France, vitaminwater a organisé et participé à des événements en liens avec la culture et les tendances[réf. nécessaire] :
- aux mois de mars et avril 2009, vitaminwater organisa dans le théâtre du Renard à Paris : des concerts privées, des défilés de mode, des ateliers créatifs, des projections de films, des soirées, des dîners, etc. ;
- à Cannes, lors du festival international du film 2009, la marque installa une plage privée et aménagée pour accueillir les célébrités présentes sur la croisette (Lenny Kravitz, Mariah Carey, André Dussollier, Paris Hilton, etc.) et de multiples animations : soirées, représentations, concerts, etc.

Une promotion de proximité est assurée dans les rues  et en GMS :
- les GTV (Glacéau Testing Vehicles) ont sillonné la capitale française en proposant des animations ludiques afin de faire découvrir les six variétés de la marque aux Parisiens. De 500 à 800 bouteilles sont distribuées tous les jours[réf. nécessaire] par des animateurs en camionnette ou triporteur ;
- en septembre 2013, les 1res promotions font leur apparition, pour booster le produit, encore peu connu du grand public. La grande distribution possède désormais des armoires réfrigérées spécifiques[réf. nécessaire]

## Critiques
À son lancement en France, vitaminwater a été critiqué pour être trop riche en sucres (4,6 g de sucre aux 100 ml soit par bouteille 23 g de fructose, 26 % des repères nutritionnels journaliers) et pour apporter dans la variété « essential » 120 mg de vitamine C, soit 200 % des apports journaliers recommandés. 
Au Royaume-Uni, l'autorité britannique de régulation de la publicité, l'ASA, a interdit une publicité pour vitaminwater. Les allégations en matière d'intérêt nutritionnel de l’eau vitaminée de Coca-Cola étaient jugées trompeuses.
Aux États-Unis, un procès est en cours contre la boisson, intenté par le Center for Science in the Public Interest. L'association de défense des consommateurs critique la boisson énergétique Vitaminwater pour ses arguments santé vantés à travers publicités et emballages. « Cette eau vitaminée n’est qu’un soda sucré non gazéifié qui ne fait que contribuer à l’épidémie d’obésité et de diabète », affirme le représentant du recours collectif,.